# 奇米萌 CHIMIMO
《奇米萌 CHIMIMO》（日語：ちみも）是一部由新銳動畫制作的日本电视动画。于 2022 年 7 月至 2022 年 9 月在东京电视台、朝日电视台等播出。

## 概述
插画家卡娜赫拉负责原作角色设计，標榜這是一部以魑魅魍魎為主軸的「暖心地狱喜剧」  。
一話播出两集，共播出12話24集。
在电视播出之前，从 2022 年 5 月 30 日到 2022 年 6 月 23 日预播了 8 集。 
高松信司在播出后在推特上透露，导演「ぴのあると」（pinoaruto）就是他的別名。

## 概要
為了将人间变成地狱，自称「来自地狱的使者」的地獄先生和身为魑魅魍魎的奇米萌从地狱来到人間。地狱先生和奇米萌借住在芽衣、葉月和武都三姐妹所住的鬼神家。

## 人物
鬼神芽衣（鬼神 めい）
声 - 神月柚莉愛
主角。鬼神家的三女兒。綁着小辫子的中学生。他是第一个发现奇米萌和地獄先生的人，也是為奇米萌命名的人。 她瞞著武都，以“emeraru”的名义將奇米萌們的照片發布到社群平台“Ponskagram”上。
鬼神葉月（鬼神 はづき）
声 - 加隈亞衣
另一名主角，鬼神家的二女兒。愛喝啤酒的美術大學學生，對金錢錙銖必較。在不耽误学业的范围内，在咖啡厅打工。酒量並不好，如果喝過頭，隔天早上就會宿醉，记忆也變得模糊。向地狱先生要房租是家常便饭。
鬼神武都（鬼神 むつみ）
声 - 能登麻美子
第三名主角，鬼神家的长女。既是上班族，又如同父母般扛起所有家事。平时笑容温和，但擅長格鬥，还拥有沙包。如果因為工作或家裡的問題而壓力爆炸的話，大家都阻止不了她。认为社群平台是罪恶的淵藪。
地狱先生（地獄さん）
声 - 諏訪部順一
為了讓人间变成地狱而來到人間的地狱使者，与奇米萌一起住在鬼神家的库房里。平时有两只角，但理髮之後看起来就像人类一样，每天都沉着努力地工作着。另一方面，当它以使者的身分現身时，全身就會變得毛茸茸的，還會长出獠牙和爪子。
奇米萌（ちみも）（年糕、梅干、小虎、阿潮、小红褲、小藍褲、河童、點點、朵朵、眼镜仔、鬍鬍、小翼）（おもち、うめぼし、ちびトラ、シャレオツ、赤パン、青パン、かっぱ、ぶち、ミミ、メガネ、ヒゲ、ツバサ）
声 - 諏訪部順一  
地狱的魑魅魍魎。与地狱先生一起来到人类世界的共有12隻，每隻都有不同的名字、性格、外貌和能力。此外，还有直屬於地獄上司的可怕奇米萌和古怪的奇米萌等。当他们在儀式等认真發揮时，他们就会变得像地狱先生一样毛茸茸的。
地狱前辈（地獄先輩）
声 -小松未可子
地狱先生的上司，她和同行的奇米萌“dead”能力有口皆碑。不過，她的外表和举止是典型的辣妹，她輕率地就要挑戰毁灭人类世界的大業。另一方面，他在认真致力于地狱的开发，来考察人间的同時，也时常想着能不能把日本人特有的文化习俗融入地狱。他最喜欢的 Roller Thru GOGO 有翅膀，可以飞。

## 职员
- 导演/音响总监 - ぴのあると [3]
- 系列构成-上野貴美子[3]
- 角色草稿 - 卡娜赫拉[3]
- 角色设计/总作画监督-堤舞[3]
- 色彩设计-蝦名佳代子[3]
- 艺术总监-高橋佐知[3]
- 電腦動畫监督 - 伊賀夕[3]
- 剪辑 - 藤本理子[3]
- 声音制作-STUDIO MAUSU [3]
- 音乐-やしきん（日语：やしきん） [3]
- 音乐制作 - TOY'S FACTORY
- 音乐制作合作-FMF
- 总制作人 - 向井地基起、荒木元道
- 制作人——永田雄一、向井紘一郎、御手洗絵里
- 动画合作——M2 ANIMATION、DeeDee Animation Studio[3]
- 动画制作 - 新銳動畫 [3]
- 制作- 奇米萌製作委员会[3] （松竹、霊動創想、新銳動畫、集英社、玩具工厂、 ADK Emotions 、Studio Mouse、丸井、东京电视台、エンスカイ、 BS Asahi ）

## 主题曲
〈マルコッパ〉 
眉村千秋作词、作曲、编曲、演唱的片頭曲。
〈なんだなんなんだ！〉 
小松未可子演唱的片尾曲。由Q-MHz作词、作曲， パソコン音楽クラブ编曲。

## 每集列表
| 集数    | 標題                                   | 剧本       | 分鏡       | 演出       | 动画导演 | 首播日期      |
| ------- | -------------------------------------- | ---------- | ---------- | ---------- | -------- | ------------- |
| 第1集   | 地狱的开始                             | 上野貴美子 | ぴのあると | ぴのあると | 堤舞     | 2022年 7月8日 |
| 第1集   | 来自地狱的使者                         | 上野貴美子 | ぴのあると | ぴのあると | 堤舞     | 2022年 7月8日 |
| 第 2 集 | 人界地狱化计划                         | 上野貴美子 | 铃木卓夫   | ぴのあると | 堤舞     | 7月15日       |
| 第 2 集 | 我想工作，地獄                         | 上野貴美子 | 釘宮洋     | ぴのあると | 堤舞     | 7月15日       |
| 第 3 集 | 地狱洞                                 | 上野貴美子 | 伊贺夕     | ぴのあると | 堤舞     | 7月22日       |
| 第 3 集 | 地狱的纪念品杀人事件                   | 上野貴美子 | 藤原良二   | ぴのあると | 堤舞     | 7月22日       |
| 第 4 集 | 地狱姐妹之战                           | こぐれ京   | ぴのあると | ぴのあると | 堤舞     | 7月29日       |
| 第 4 集 | 艺术在地狱中爆炸！                     | こぐれ京   | 竜恩遠     | ぴのあると | 堤舞     | 7月29日       |
| 第 5 集 | 地狱计划                               | 上野貴美子 | 铃木卓夫   | ぴのあると | 堤舞     | 8月5日        |
| 第 5 集 | 见鬼去吧                               | 上野貴美子 | 伊贺夕     | ぴのあると | 堤舞     | 8月5日        |
| 第 6 集 | 地狱问题                               | 上野貴美子 | 藤原良二   | ぴのあると | 堤舞     | 8月12日       |
| 第 6 集 | 快乐地狱                               | 上野貴美子 | 釘宮洋     | ぴのあると | 堤舞     | 8月12日       |
| 第 7 集 | 五月生辰石是地狱翡翠                   | こぐれ京   | 釘宮洋     | ぴのあると | 堤舞     | 8月19日       |
| 第 7 集 | 来自地狱的塔克恩                       | こぐれ京   | 铃木卓夫   | ぴのあると | 堤舞     | 8月19日       |
| 第8集   | 猫地狱                                 | こぐれ京   | 誌村宏明   | ぴのあると | 堤舞     | 8月26日       |
| 第8集   | 地狱的Chimimomin                       | こぐれ京   | 藤原良二   | ぴのあると | 堤舞     | 8月26日       |
| 第9集   | 100,000 日元争夺地狱                   | 上野貴美子 | 竜恩遠     | ぴのあると | 堤舞     | 9月2日        |
| 第9集   | 攻击！地狱前辈                         | 上野貴美子 | ぴのあると | ぴのあると | 堤舞     | 9月2日        |
| 第10集  | 饮食地狱                               | ぴのあると | 釘宮洋     | ぴのあると | 堤舞     | 9月9日        |
| 第10集  | 第一个差事地狱                         | ぴのあると | 藤原良二   | ぴのあると | 堤舞     | 9月9日        |
| 第11集  | 当我有一天想起这个地狱时，你会在哪里？ | こぐれ京   | 釘宮洋     | ぴのあると | 堤舞     | 9月16日       |
| 第11集  | 如何在地狱中度过时光                   | 上野貴美子 | 鈴木卓夫   | ぴのあると | 堤舞     | 9月16日       |
| 第12集  | 地狱创造！下地狱...                    | 上野貴美子 | ぴのあると | ぴのあると | 堤舞     | 9月30日       |
| 第12集  | 地狱的尽头                             | 上野貴美子 | 伊贺夕     | ぴのあると | 堤舞     | 9月30日       |

## 電視放映
| 放送期間 | 放送時間                     | 放送局     | 対象地域   | 備考                                 |
| --- | ---------------------------- | ---------- | ---------- | ------------------------------------ |
| 2022年7月8日 - 9月30日 | 金曜 1:30 - 2:00（木曜深夜） | テレビ東京 | 関東広域圏 |                                      |
| | 金曜 23:00 - 23:30           | BS朝日     | 日本全域   | 製作参加 / BS放送 / 『アニメA』枠    |
| 2022年9月6日 - 11月22日                                                                                                   | 火曜 20:30 - 21:00           | AT-X       | 日本全域   | CS放送 / 字幕放送 / リピート放送あり |
| テレビ東京・BS朝日では11話の翌週に「最終回直前スペシャル特番」として第8話にオーディオコメンタリー付きを付けたものを放送。 |                              |            |            |                                      |

在網路上，将于 2022 年 7 月 9 日星期六（星期五午夜）0:00 开始在d Anime Store 、 ABEMA 、 U-NEXT 、 Unlimited Anime 、 Hulu 、 J:COM On Demand 、 au Smart Pass Premium 、 TELASA 、milplus、 Bandai Channel 、 Hikari TV 、 FOD 、 Amazon Prime Video ，Happy!動画, ラブキャLOVE, Google Play, Paravi, アニメカ, dTV, DMM TV, Rakuten TV, Video Market, GYAO! Store 、Niconico動畫、ABEMA 、 GYAO！ 、ネットもテレ東、TVer上播映 。

## 蓝光/DVD
| 卷 | 发布日期           | 记录的故事         | 标准品编号 | 标准品编号 |
| 卷 | 发布日期           | 记录的故事         | 豪华版BD   | 普通DVD    |
| -- | ------------------ | ------------------ | ---------- | ---------- |
| 上 | 2022 年 12 月 7 日 | 第 1 集 - 第 6 集  | SHBR-0674  | DASH-0102  |
| 下 | 2023 年 1 月 18 日 | 第 7 集 - 第 12 集 | SHBR-0675  | DASH-0103  |

## 漫画
4格漫画“漫画版“Chimimo” ”于2022年6月6日起在推特和Instagram上连载 。由堤舞繪圖。在單行本中會包含角色介绍和工作人员的信息。
- 堤舞《'Chimimo'漫画-人间地狱计划-》集英社，2022年9月5日发售[14] ，ISBN 978-4-08-790086-6

## 其他
2022 年 8 月，剧中登场的江之岛电铁行駛与本作聯名的电车。